# Banque Scalbert-Dupont
Pour les articles homonymes, voir Scalbert.
La Banque Scalbert-Dupont est une banque française implantée dans le Nord de la France.

## Historique
La Banque Scalbert-Dupont, du nom de ses familles fondatrices, est issue du rapprochement de la Banque Scalbert et de la Banque Dupont, deux banques familiales du Nord.
Les banques Dupont et Scalbert eurent pour fondateurs respectifs Charles Louis Dupont et Auguste Scalbert. La banque L. Dupont et Cie est fondée en 1846, prenant la suite de la maison de commission d'escompte et de recouvrement créée en 1819 par Louis Dupont. La banque Scalbert est fondée quant à elle en 1870, succédant à la maison d'escompte créée en 1838 à Lille.
Les deux banques nordistes grandirent progressivement, grâce à la métallurgie valenciennoise, pour la banque Dupont, et grâce au textile et au négoce lillois pour Scalbert. Si la Grande Guerre les poussa vers Paris, dès 1914, ces deux établissements restaient des références nordistes dont le rapprochement était difficilement envisageable. C'est en 1976, après des années difficiles, que s'est opérée la fusion des deux banques nordistes majeures. La banque Scalbert absorba donc la banque Dupont et donna naissance à la BSD. La fusion a été difficile, les deux familles s'accrochant aux postes à responsabilité.
Dans les années 1920, le CIC prend une participation dans les banques Scalbert et Dupont.

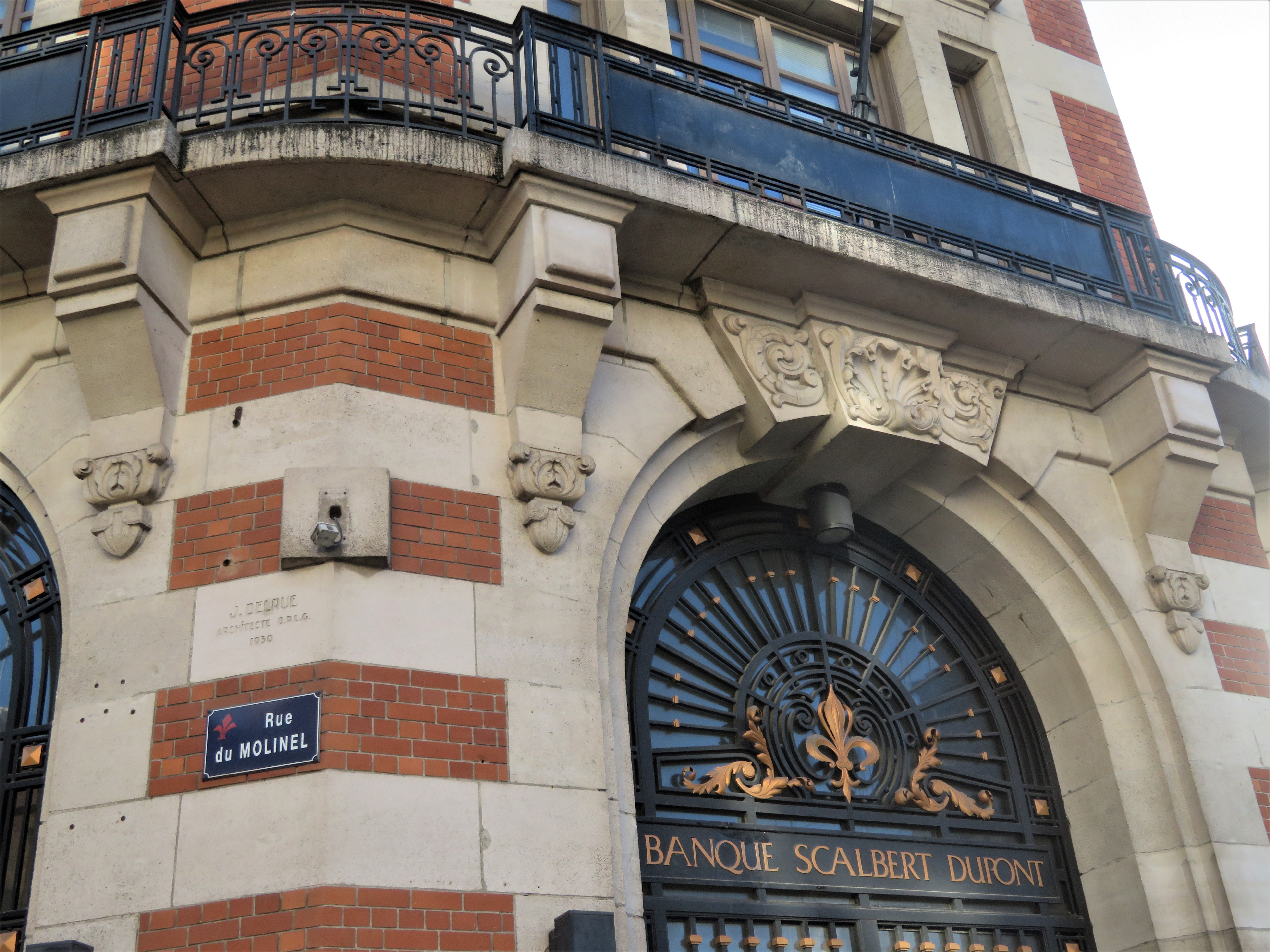
Entrée de l’ancien siège de la banque Scalbert-Dupont, rue du Molinel.

La banque établit son siège en 1930 à l'angle des rues des Augustins et du Molinel à Lille l'emplacement de bâtiments détruits lors du siège de 1914.
Elle est nationalisée en 1981 puis privatisée au sein du groupe CIC. Elle avait une succursale à Paris.
En 1985, le CIC racheta la BSD pour s'implanter plus massivement dans le Nord de la France. Ainsi, la division Nord-Ouest du Groupe CIC devient CIC-BSD et CIC-CIN.
Le dernier directeur général avant la nationalisation était M. Xavier Scalbert qui avait effectué la fusion des banques Scalbert et Dupont.
Son siège est transféré place des Buisses dans un immeuble construit à la fin des années 1980. La banque porte maintenant le nom de CIC Nord Ouest.

## Description
- 1 890 agences spécialisées par marché.
- 3 500 000 clients.
- 39 implantations internationales.